# Konstytucyjna Partia Demokratyczna (Japonia)
Konstytucyjna Partia Demokratyczna (jap. 立憲民主党 Rikken-minshutō) – centrolewicowa partia polityczna działająca w Japonii. Jej liderem jest Yoshihiko Noda.

## Historia
Partia powstała w wyniku rozłamu Partii Demokratycznej, z której odeszli centrolewicowi działacze, niezadowoleni ze współpracy z konserwatywną Partią Nadziei. Powstanie ugrupowania zostało ogłoszone na konferencji prasowej dla lewicowo-liberalnych członków DP, którzy odeszli wcześniej z partii.
W wyborach w 2017 partia zdobyła ponad 11 milionów głosów (19,88%), co przełożyło się na 55 miejsc w Izbie Reprezentantów, dając CDP tytuł głównej partii opozycyjnej. Tworzy wraz z Japońską Partią Komunistyczną i Partią Socjaldemokratyczną blok pacyfistyczny.

## Program polityczny
Partia ma program antynuklearny, proekologiczny i pacyfistyczny. Sprzeciwia się proponowanej rewizji art. 9 powojennej japońskiej konstytucji traktującego o zakazie wojny jako środku rozstrzygania sporów międzynarodowych z udziałem państwa, popiera odejście Japonii od energii jądrowej i wspieranie odnawialnych źródeł energii. Jest za zamrożeniem podatku konsumpcyjnego.

## Struktura
Przewodniczący:
- Yoshihiko Noda

Zastępca przewodniczącego
- Akira Nagatsuma
- Hiroshi Ōgushi
- Kiyomi Tsujimoto

Sekretarz generalny
- Junya Ogawa

## Wyniki wyborów
| Rok  | Głosy      | % głosów | Mandaty | ± (%) | Miejsce |
| ---- | ---------- | -------- | ------- | ----- | ------- |
| 2017 | 11 084 890 | 19,88    | 55/465  | 19,88 | 2       |